# Zwölfer
La Zwölfer è una pista sciistica situata a Saalbach-Hinterglemm, in Austria. Sul pendio, che si snoda sullo Zwölferkogel, si tengono gare della Coppa del Mondo di sci alpino. Recentemente la sua parte finale, utilizzata per le gare tecniche, è stata rinominata Schneekristall-Zwölfer.

## Albo d'oro

### Uomini

#### Discesa libera
| Data                               | Competizione     | Primo              | Secondo     | Terzo           |
| ---------------------------------- | ---------------- | ------------------ | ----------- | --------------- |
| Coppa del Mondo di sci alpino 1994 | 6 gennaio 1994   | Ed Podivinsky      | Cary Mullen | Atle Skårdal    |
| Coppa del Mondo di sci alpino 2015 | 21 febbraio 2015 | Matthias Mayer     | Max Franz   | Hannes Reichelt |
| Coppa del Mondo di sci alpino 2020 | 13 febbraio 2020 | Thomas Dreßen      | Beat Feuz   | Mauro Caviezel  |
| Coppa del Mondo di sci alpino 2021 | 6 marzo 2021     | Vincent Kriechmayr | Beat Feuz   | Matthias Mayer  |

#### Supergigante
| Data                               | Competizione     | Primo                   | Secondo         | Terzo              |
| ---------------------------------- | ---------------- | ----------------------- | --------------- | ------------------ |
| Coppa del Mondo di sci alpino 2015 | 22 febbraio 2015 | Matthias Mayer          | Adrien Théaux   | Kjetil Jansrud     |
| Coppa del Mondo di sci alpino 2020 | 14 febbraio 2020 | Aleksander Aamodt Kilde | Mauro Caviezel  | Thomas Dreßen      |
| Coppa del Mondo di sci alpino 2021 | 7 marzo 2021     | Marco Odermatt          | Matthieu Bailet | Vincent Kriechmayr |
| Coppa del Mondo di sci alpino 2024 | 22 marzo 2024    | Stefan Rogentin         | Loïc Meillard   | Arnaud Boisset     |

#### Slalom gigante
| Data                               | Competizione     | Primo           | Secondo       | Terzo            |
| ---------------------------------- | ---------------- | --------------- | ------------- | ---------------- |
| Coppa del Mondo di sci alpino 1998 | 6 gennaio 1998   | Hermann Maier   | Alberto Tomba | Rainer Salzgeber |
| Coppa del Mondo di sci alpino 2000 | 22 dicembre 1999 | Christian Mayer | Hermann Maier | Benjamin Raich   |
| Coppa del Mondo di sci alpino 2019 | 21 dicembre 2018 | Žan Kranjec     | Loïc Meillard | Mathieu Faivre   |
| Coppa del Mondo di sci alpino 2024 | 16 marzo 2024    | Loïc Meillard   | Joan Verdú    | Thomas Tumler    |

#### Slalom speciale
| Data                               | Competizione     | Primo           | Secondo       | Terzo                |
| ---------------------------------- | ---------------- | --------------- | ------------- | -------------------- |
| Coppa del Mondo di sci alpino 2019 | 20 dicembre 2018 | Marcel Hirscher | Loïc Meillard | Henrik Kristoffersen |
| Coppa del Mondo di sci alpino 2024 | 17 marzo 2024    | Timon Haugan    | Manuel Feller | Linus Straßer        |

### Donne

#### Discesa libera
| Data                               | Competizione    | Prima           | Seconda                           | Terza                |
| ---------------------------------- | --------------- | --------------- | --------------------------------- | -------------------- |
| Coppa del Mondo di sci alpino 1995 | 4 marzo 1995    | Picabo Street   | Isolde Kostner Varvara Zelenskaja |                      |
| Coppa del Mondo di sci alpino 2002 | 11 gennaio 2002 | Hilde Gerg      | Pernilla Wiberg                   | Isolde Kostner       |
| Coppa del Mondo di sci alpino 2002 | 12 gennaio 2002 | Hilde Gerg      | Renate Götschl                    | Michaela Dorfmeister |
| Coppa del Mondo di sci alpino 2024 | 23 marzo 2024   | Cornelia Hütter | Ilka Štuhec                       | Nicol Delago         |

#### Supergigante
| Data                               | Competizione  | Prima               | Seconda           | Terza              |
| ---------------------------------- | ------------- | ------------------- | ----------------- | ------------------ |
| Coppa del Mondo di sci alpino 1995 | 5 marzo 1995  | Heidi Zeller-Bähler | Heidi Zurbriggen  | Martina Ertl       |
| Coppa del Mondo di sci alpino 2024 | 22 marzo 2024 | Ester Ledecká       | Federica Brignone | Kajsa Vickhoff Lie |

#### Slalom gigante
| Data                               | Competizione  | Prima             | Seconda        | Terza                   |
| ---------------------------------- | ------------- | ----------------- | -------------- | ----------------------- |
| Coppa del Mondo di sci alpino 2024 | 17 marzo 2024 | Federica Brignone | Alice Robinson | Thea Louise Stjernesund |

#### Slalom speciale
| Data                               | Competizione    | Prima            | Seconda             | Terza              |
| ---------------------------------- | --------------- | ---------------- | ------------------- | ------------------ |
| Coppa del Mondo di sci alpino 1998 | 1º marzo 1998   | Martina Ertl     | Trine Bakke         | Kristina Koznick   |
| Coppa del Mondo di sci alpino 2002 | 13 gennaio 2002 | Laure Pequegnot  | Sonja Nef           | Ylva Nowén         |
| Coppa del Mondo di sci alpino 2024 | 16 marzo 2024   | Mikaela Shiffrin | Mina Fürst Holtmann | Anna Swenn Larsson |

#### Combinata
| Data                               | Competizione       | Prima          | Seconda         | Terza                |
| ---------------------------------- | ------------------ | -------------- | --------------- | -------------------- |
| Coppa del Mondo di sci alpino 2002 | 12-13 gennaio 2002 | Renate Götschl | Janica Kostelić | Michaela Dorfmeister |